# Joaquim Vicens Gironella
Pour les articles homonymes, voir Vicens et Gironella (homonymie).
Joaquim Vicens Gironella né le 4 août 1911 à Agullana et mort le 26 mai 1997 à Toulouse est un sculpteur et écrivain espagnol.
Artiste autodidacte représentatif de l'art brut, il sculpte ses œuvres en liège. Il est très tôt repéré par Jean Dubuffet et exposé. Outre ses sculptures de liège, Gironella a écrit de nombreux poèmes et pièces de théâtre.

## Biographie
Joaquim Vicens Gironella est né le 4 août 1911 dans le village d’Agullana (Pyrénées catalanes). Ses parents, artisans bouchonnier, lui apprennent le métier : ils l’initient à l’écorçage, à la coupe et au polissage. Parallèlement, Gironella développe une véritable passion pour le liège qui, comme le lui enseigne son père, « dure plus que ne dure le plus dur des bois ». Rapidement, il consacre une partie de son temps à faire l'éloge de ce matériau dans la presse locale. Mais son intérêt pour l'écriture dépasse le cercle spécifique du liège : il rédige des pièces de théâtre, des poèmes et des romans, sans toutefois trouver d’éditeurs. 
Lorsqu’éclate la guerre d’Espagne en 1936, Gironella rallie l’armée républicaine. Son engagement anti-fasciste l’incite à diriger un hebdomadaire de front, L’Unité militaire. En 1939, à la victoire des franquistes, il est contraint à l’exil et le 5 février, il passe les Pyrénées pour rejoindre la France. Néanmoins, il est rattrapé à Perpignan et interné plus d’un an au camp de Bram (Aude). 
Une fois libre, il trouve un emploi dans une fabrique de bouchons à Toulouse où il fait venir son père, puis fonde une famille avec une réfugiée républicaine, Paz Santiono. C’est à cette époque, dès 1941, que Gironella se met à sculpter le liège. L’industrie de la bouchonnerie connaissant toutefois un long déclin, Gironella va devoir quitter l’usine pour exercer divers métiers : peintre en bâtiment, ouvrier d’imprimerie puis employé au Centre culturel de Toulouse. Il meurt le 26 mai 1997 à Toulouse.  

## Œuvre

### Sculpture
Dès 1941, le désir de sculpter s’empare de Gironella. Il s’essaye d’abord à l’argile, mais ce matériau ne lui convient pas et il choisit très rapidement le liège. Totalement autodidacte en matière d’art, il sculpte au sein de l’usine de fabrication de bouchons toulousaine où il travaille. C’est là que son patron, René Lajus, s’intéresse à son œuvre et lui emprunte quelques sculptures afin de décorer son bureau parisien. En 1948, le peintre Jean Dubuffet, qui était encore négociant en vin à cette époque, rend visite à René Lajus pour lui commander des bouchons. C’est alors qu’il découvre l’œuvre de Gironella et s’enthousiasme pour ses sculptures de liège. Depuis 1945, Dubuffet s’intéresse aux œuvres d’art brut, et les collectionne. Aussi, il acquiert plusieurs œuvres de Gironella qu’il expose au Foyer de l’art brut. Alors que la Collection de l'art brut de Lausanne conserve 32 pièces de cet artiste, d’autres importantes collections d’art brut en détiennent, telles Abcd et The Museum of Everything (en). L’œuvre de Gironella est également présente sur le marché de l’art comme à la galerie Christian Berst.

### Littérature
Dès l’adolescence, Gironella écrit des poèmes, des pièces de théâtre et des romans. La plupart de ses écrits restent inédits. Une fois à Toulouse, il écrit des comédies dramatiques pour la radio de la ville. En 1990, il publie Exalcio del suro i dels tapers, un livre en liège qu’il fabrique lui-même.

#### Publications
- Lièges et poésies, recueil de poèmes et de gravures, avec un texte de Patrick Stefanetto, Cahors, galerie Le Cadre, mai 1976.
- (es) Exaltació del suro i dels tapers, avec des gravures sur liège, Perpignan, Éd. el Trabucaire, 1990 (livre en liège).
- Joaquim Vicens-Gironella : le génie du liège, recueil de poèmes de textes et de gravures de l'artiste, présentés par Jean Ryczko et Alain Pauzié, Libourne, Les Friches de l’Art, 1994.

## Collections
- Bâle, Collection Dammann.
- Lausanne, Collection de l'art brut.
- Londres, The Museum of Everything (en).
- Maureillas, musée du Liège.
- Montreuil, Collection abcd.
- Palafrugell, musée du Liège.

### Filmographie
- Joaquim Vicens Gironella : le liège et la mémoire, film documentaire réalisé par Louis Michel Vicens, 20 minutes, sans date.